# Cónclave de 1523
El cónclave papal de 1523 eligió al cardenal Julio de Médici como papa Clemente VII para suceder al papa Adriano VI. Según el historiador de cónclaves Baumgartner, este cónclave fue el «último cónclave del Renacimiento».

## Contexto
Adriano VI sufrió problemas de salud durante los últimos meses de su vida, lo que inspiró a los cardenales a iniciar la politiquería. Francisco I de Francia acababa de enviar un gran ejército al norte de Italia en 1522, con la esperanza de aprovechar esta fuerza para lograr la elección del cardenal francés Juan de Lorena, o más probablemente de un cardenal italiano profrancés como Niccolò Fieschi. Sin embargo, su ejército sufrió una importante derrota en la batalla de Bicocca, antes del cónclave. En cualquier caso, Francisco I ordenó a los tres cardenales franceses que se apresuraran a Roma.
Carlos V, emperador del Sacro Imperio Romano Germánico, fortalecido por la batalla de Bicocca, apoyó a Julio de Médici, defensor de la política imperial en el Colegio. Enrique VIII de Inglaterra habría preferido la elección de Thomas Wolsey, pero no estaba en condiciones de llevarla a cabo; envió dos cartas —una apoyando a Médici y otra a Wolsey— que debían distribuirse al Colegio en ese orden. Las probabilidades de que las elecciones terminaran antes de octubre eran de 60 a 100. Las probabilidades de que el cónclave terminara en noviembre eran de 80 a 100, y quienes las eligieron sufrieron grandes pérdidas.

## Elpapabile
Se realizaron apuestas sobre las elecciones papales, y las casas de apuestas favorecieron a Farnesio, seguido de Médici. El secreto del cónclave era inexistente debido a que los embajadores informaban diariamente sobre las votaciones y las condiciones de vida. De igual manera, no se cumplió la ley del cónclave que exigía la reducción de las raciones.

## Actas
Los Medici fueron alojados bajo el Cristo entregando las llaves a San Pedro, de Perugino, considerado un presagio de su elección.
El cónclave se inauguró el 1 de octubre, con treinta y dos cardenales presentes.
Nueve cardenales estuvieron ausentes. Baumgartner aparentemente cree que el único cardenal creado por Adriano VI (un compatriota holandés) estuvo ausente, pero todas las listas de asistencia al cónclave lo muestran participando. El cardenal Giulio de' Medici tenía dieciséis o diecisiete partidarios; el cardenal Pompeo Colonna tenía el segundo mayor número.
Los cardenales "antiimperiales/anti-Medici" exigieron con éxito que el primer escrutinio se retrasara hasta que llegaran los cardenales franceses, que se sabía que estaban en camino. El 6 de octubre, aparecieron, elevando el número de electores a treinta y cinco. Medici sacó a suertes tener su celda bajo Cristo entregando las llaves a San Pedro, un retrato visto como un presagio de elección, ya que Julio II también había estado alojado debajo de él. La observación demuestra incidentalmente que la votación se llevaba a cabo en la Capilla de San Nicolás y los dormitorios estaban en la Capilla Sixtina.
Fieschi fue el candidato de los franceses y obtuvo once votos; Carvajal (el caballo de Troya del partido imperial) obtuvo doce. Ambos partidos intercambiaron su apoyo en el siguiente escrutinio, y Antonio Maria Ciocchi del Monte quedó a un voto de la elección tras un accessus. Medici había acordado previamente apoyar a del Monte como voto final, pero rompió su palabra y no se presentó.
Después de que el cónclave llegara a su décimo día, el cardenal Thomas Wolsey supuestamente recibió veintidós votos, aunque nunca recibió más —mitología del cónclave de lo más improbable. Para el 13 de octubre, el partido imperial comenzó a votar por Medici, con los franceses apoyando a Farnese.
Los partidarios de Medici se mantuvieron disciplinados hasta noviembre, mientras que la facción francesa comenzó a resquebrajarse. Colonna (que despreciaba a Medici a pesar de sus estrechos vínculos con Carlos V) tenía un bloque de cuatro votos contra Médici. Sin embargo, el 18 de octubre, cuando la facción francesa propuso la candidatura de Orsini (la familia Colonna y la familia Orsini eran rivales), Colonna se vio obligado a dar su apoyo a Medici, lo que le dio veinte votos.
El 10 de noviembre, el cardenal Ivrea (Ferrero) finalmente entró en el Cónclave, tras ser liberado del cautiverio.
El cardenal Giulio de' Medici alcanzó fácilmente los veintisiete necesarios por accessus y tomó el nombre de Clemente VII.